# Suo iure

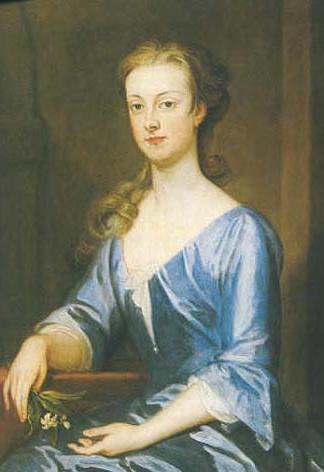
Un ejemplo de Suo iure es el caso de Henrietta Godolphin.

Suo iure, o Suo jure, es una frase latina, utilizada con el significado "en derecho propio" o "en su derecho propio".
Se encuentra comúnmente en el contexto de títulos de nobleza o títulos honoríficos, por ejemplo, Lady, etcétera, y especialmente en los casos en que una mujer posee un título por derecho propio y no a través de su matrimonio.
Una emperatriz o reina que reina suo jure es referida como una "emperatriz reinante" o "reina reinante", términos que a menudo contrastan con los de "emperatriz consorte" o "reina consorte". Los títulos de "emperatriz" y "reina" son, sin embargo, usados a menudo solos para referirse ya sea a una consorte o una viuda de un emperador, con la distinción indicada por el contexto.

## Ejemplos de títulossuo jure
- Leonor de Aquitania, Duquesa de Aquitania  – , duquesa suo jure,  reina consorte de Francia y luego de Inglaterra
- María de Borgoña, Duquesa de Borgoña– Reina consorte de los romanos, duquesa suo jure
- Ana Maria Luisa de Orléans, duquesa de Montpensier – princesa francesa, par suo jure
- Hawise, duquesa de Brittany – duquesa suo jure
- Henrietta Godolphin, 2.º duquesa de Marlborough – par inglesa suo jure[1]
- María Teresa I de Austria – archiduquesa de Austria, reina de Hungría y Bohemia
- Isabel I de Rusia (1709-1762) – emperatriz del Imperio ruso entre 1741 y 1762.
- Princesa Guillermina, duquesa de Sagan – Princesa de Courland, duquesa suo jure
- Princesa Alejandra, 2.º duquesa de Fife – princesa británica, duquesa suo jure
- Cayetana Fitz-James Stuart, 18.º duquesa de Alba – Grande de España suo jure
- Patricia Mountbatten, 2.º Countess Mountbatten de Birmania – countess británica suo jure
- Jane Heathcote-Drummond-Willoughby, 28.º baronesa Willoughby de Eresby – baronesa británica suo jure
- Rosalinda Álvares Pereira de Melo, 1.º duquesa de Cadaval-Hermès – duquesa portuguesa suo jure
- Diana Álvares Pereira de Melo, 11.º duquesa de Cadaval – medio-hermana del encima, duquesa portuguesa anuncio personam y suo jure
- Juana III de Navarra suo jure
- Margaret de Mar, 31.º Countess de Mar – par escocesa suo jure
- Catherine Willoughby, 12.º baronesa Willoughby de Eresby – baronesa inglesa suo jure
- Juana de Kent – suo jure 4.ª Countess de Kent y 5.ª Baronesa Wake of Liddell
- Reina Ana Bolena de Inglaterra – Marquesa de Pembroke suo jure
- Catarina-Amalia, Princesa de Orange devenía, en 2013, la primera Princesa Hereditaria de Orange "suo jure" desde María de Baux en 1417
- Princesa Elisabeth, Duquesa de Brabant devenía, en 2013, la primera y única duquesa de Brabante suo jure
- Infanta Leonor de España – Príncipe de Asturias suo jure
- Claudia de Francia Consorte de Francia – princesa francesa, Hereditario Duquesa de Bretaña suo jure